# بيتر سنو
بيتر سنو (بالإنجليزية: Peter Snow)‏ هو طبيب نيوزيلندي، ولد في 1935، وتوفي في 28 فبراير 2006.